# Amerikansk mil
Amerikansk mil eller Amerikansk mile (el. mere præcist U.S.Survey mile) er en længdeenhed på 1.609,34722 m.
En U.S. Survey mile er defineret som 6336/3937 kilometer. Enheden anvendes af det amerikanske geodætiske institut til brug for matrikulering og lignende. 
Til almindelig brug i USA anvendes den internationale mile eller britiske mile som er omkring 3 mm kortere (1.609,344 m).